# KPMG

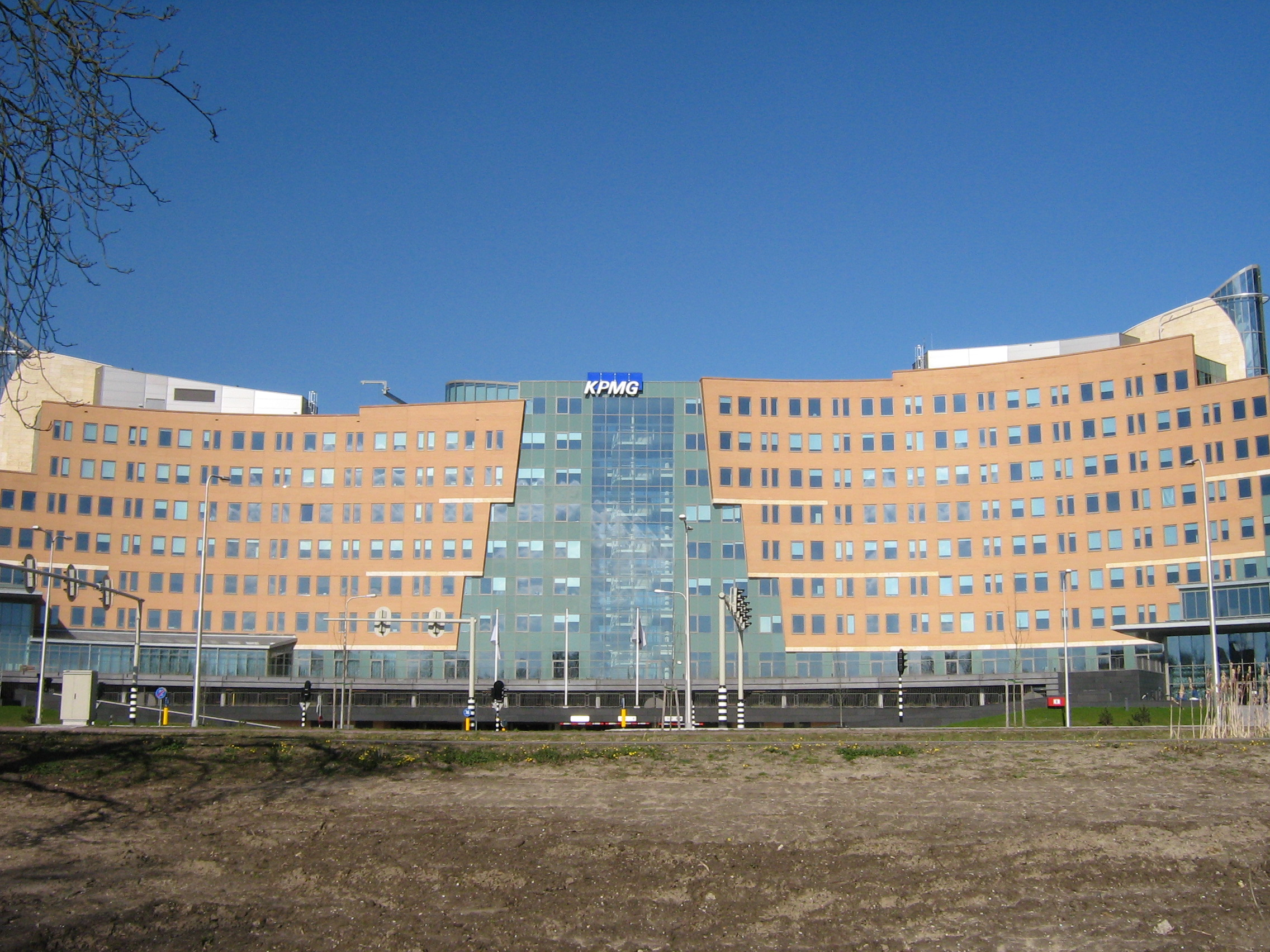
Operative Hauptzentrale in Amstelveen

KPMG International ist ein globales Netzwerk rechtlich selbständiger und unabhängiger Unternehmen in den Bereichen Wirtschaftsprüfung, Steuerberatung, Rechtsberatung und Unternehmens- bzw. Managementberatung mit Sitz in London und operativer Hauptzentrale in Amstelveen.
KPMG beschäftigte 2024 rund 275.000 Mitarbeiter an Standorten in 142 Ländern und erwirtschaftete insgesamt 38,4 Milliarden US-Dollar Umsatz (per 30. September 2024). In Deutschland beschäftigte das Unternehmen 2022 rund 12.800 Mitarbeiter an 26 Standorten und erwirtschaftete einen Umsatz von 2,17 Milliarden Euro.
KPMG ist eine der vier umsatzstärksten Wirtschaftsprüfungsgesellschaften der Welt und damit Teil der sogenannten „Big Four“.

## Entstehung und Marke
KPMG entstand durch Fusion rechtlich selbständiger und unabhängiger Prüfungs- und Beratungsgesellschaften aus den Niederlanden, Großbritannien, den Vereinigten Staaten und Deutschland. Die Buchstaben des Akronyms geben jeweils einen Hinweis auf die Gründer und Vorsitzenden dieser Gesellschaften:
- Klynveld – nach Piet Klynveld, Gründer der Klynveld Kraayenhof & Co. in Amsterdam, gegründet 1917,
- Peat – nach William Barclay Peat, Gründer der William Barclay Peat & Co. in London, gegründet 1870,
- Marwick – nach James Marwick, Gründer der Marwick, Mitchell & Co. in New York, gegründet 1897,
- Goerdeler – nach Reinhard Goerdeler, Vorsitzender der Deutschen Treuhand-Gesellschaft, gegründet 1890.

## Geschichte

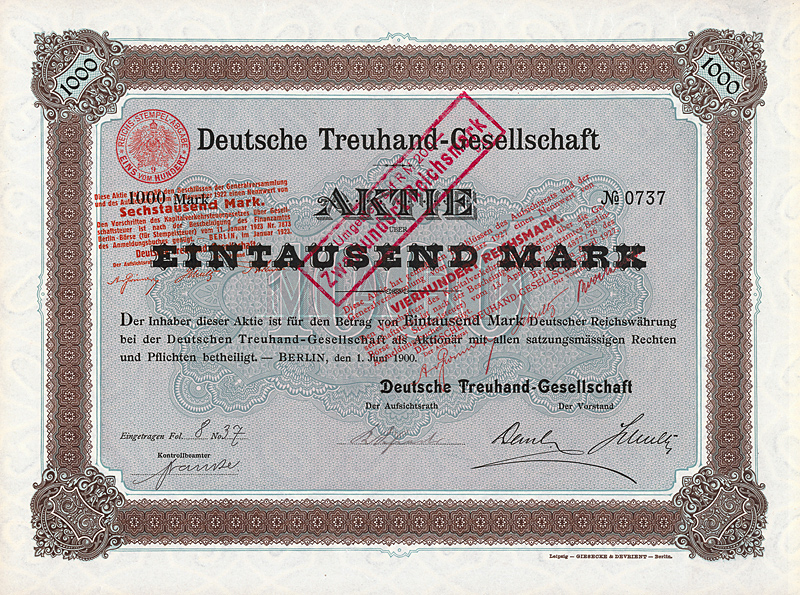
Aktie über 1000 Mark der Deutschen Treuhand-Gesellschaft vom 1. Juni 1900

Die Geschichte des Unternehmens geht bis auf das Jahr 1870 zurück, als William Barclay Peat die Wirtschaftsprüfungsgesellschaft William Barclay Peat & Co. in London gründete.
1890 wurde die erste deutsche Prüfungsgesellschaft, die Deutsch-Amerikanische Treuhand-Gesellschaft gegründet. Ab 1892 firmierte diese als Deutsche Treuhand-Gesellschaft (DTG). Im Jahr 1911 schlossen sich William Barclay Peat & Co. und Marwick Mitchell & Co. zusammen. Das neue Unternehmen wurde später als Peat Marwick International (PMI) bekannt.
1979 schlossen sich Klynveld mit der Deutschen Treuhand-Gesellschaft (DTG) und McLintock Main Lafrentz zur Prüfungsgesellschaft Klynveld Main Goerdeler (KMG) zusammen.
1986 fusionierten PMI und KMG in der ersten Mega-Fusion der großen Prüfungsgesellschaften. Das neue Unternehmen erhielt 1987 den Namen KPMG. Zehn Jahre danach, 1997, verhandelten KPMG und Ernst & Young über einen Zusammenschluss. Dies wurde allgemein als Reaktion auf den kurz zuvor erfolgten Zusammenschluss von Price Waterhouse und Coopers & Lybrand zu PricewaterhouseCoopers angesehen. Während der PricewaterhouseCoopers-Zusammenschluss von den Regulierungsbehörden genehmigt wurde, beendeten KPMG und Ernst & Young ihre Fusionsgespräche im Oktober 1997, ohne dass es zu einem Zusammenschluss kam.

## Organisation

### Obergesellschaften

#### KPMG International
KPMG International Cooperative (KPMG International), eine Genossenschaft im Schweizer Kanton Zug, ist die koordinierende Obergesellschaft des weltweiten KPMG-Netzwerks.
Sämtliche nationalen KPMG-Gesellschaften sind mit diesem Unternehmen verbunden, das unter anderem für die strategische Ausrichtung und Markenentwicklung verantwortlich ist.

#### KPMG Europe LLP

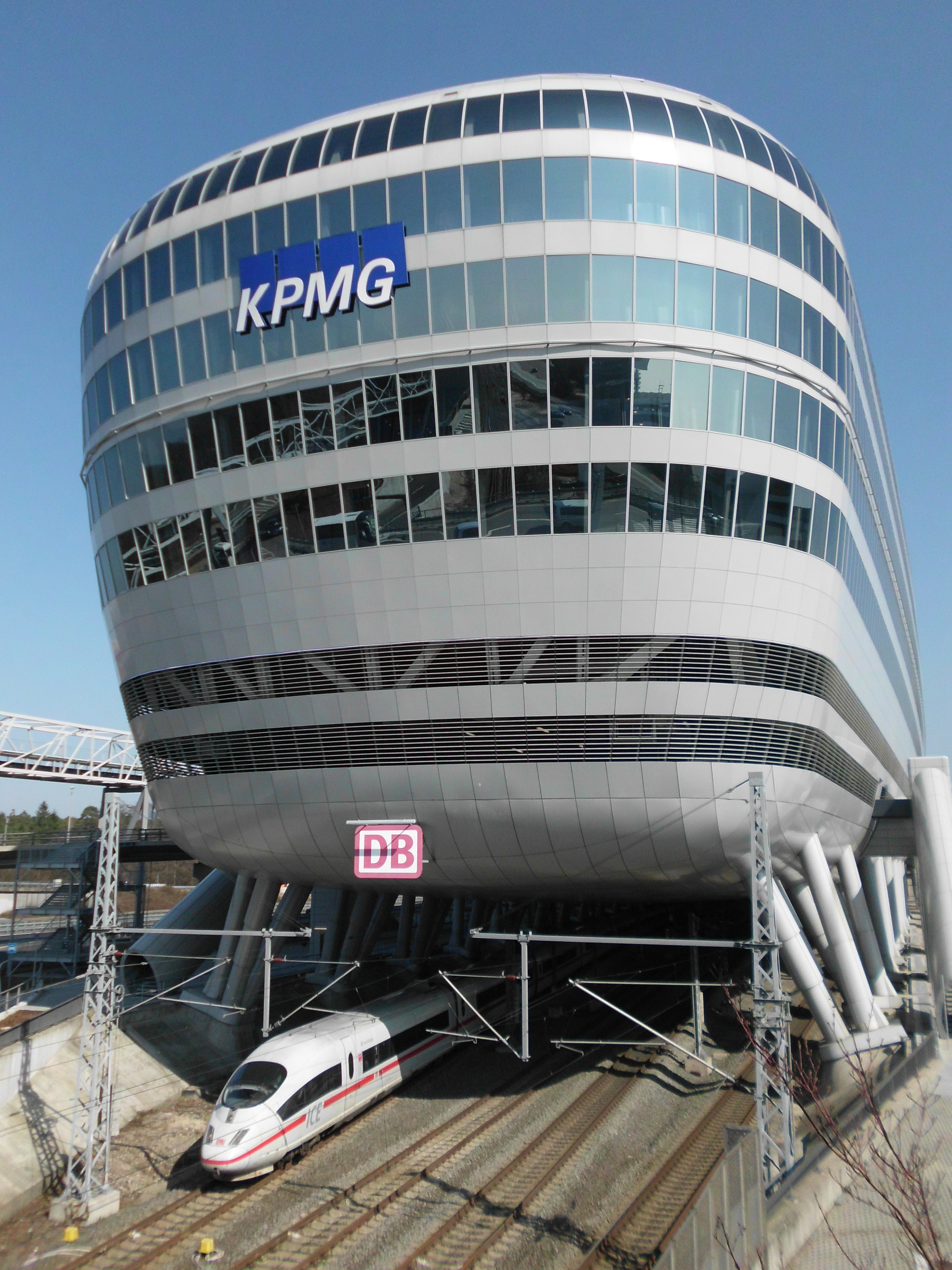
Europahauptsitz von KPMG in Frankfurt am Main im Bürogebäude „The Squaire“

KPMG Europe LLP (KPMG Europe) ist die koordinierende Obergesellschaft des KPMG-Netzwerks in Europa und Saudi-Arabien.
Die Mitgliedsunternehmen aus Deutschland, Großbritannien und der Schweiz schlossen sich am 1. Oktober 2007 zur KPMG Europe LLP zusammen. Die Konzerngesellschaft ist in London registriert, der Hauptsitz ist in Frankfurt am Main. Gemeinsame Vorsitzende in der Gründungszeit waren Rolf Nonnenmacher und John Griffith-Jones.
Zum 1. Oktober 2008 schloss sich KPMG in Spanien der KPMG Europe LLP an, 2009 folgte KPMG in Belgien (Der Geschäftsbereich Audit von KPMG in Belgien ist nicht Teil der KPMG Europe LLP.). Am 1. Oktober 2009 sind zusätzlich die Landesgesellschaften Luxemburgs, der Niederlande, der Türkei und einige der GUS (Russland, Ukraine, Kasachstan, Kirgisistan, Georgien und Armenien) beigetreten. Ende 2010 entschieden sich auch KPMG in Norwegen und in Saudi-Arabien dazu, der KPMG Europe LLP beizutreten. Im Juli 2011 stieß KPMG Jordanien hinzu.

### Nationale Gesellschaften
Eine Auswahl nationaler KPMG-Gesellschaften:
| Landesgesellschaft                | Mitarbeiter | Umsatz (Mio. EUR) | Stand |
| --------------------------------- | ----------- | ----------------- | ----- |
| KPMG Deutschland                  | 14.080      | 2390              | 2022  |
| KPMG Schweiz                      | 3.100       | 548               | 2024  |
| KPMG Österreich                   | 1.630       | 221               | 2019  |
| KPMG USA                          | 35.000      | 24.576            | 2019  |
| KPMG UK                           | 15.864      | 2.656             | 2019  |
| KPMG Kanada                       | 7.200       | 1.239             | 2020  |
| KPMG Australien                   | 6.700       | 1.177             | 2019  |
| KPMG Frankreich                   | 10.000      | 1.143             | 2019  |
| KPMG Italien                      | 4.250       | 635               | 2019  |
| KPMG Niederlande                  | 3.563       | 509               | 2019  |
| KPMG Spanien                      | 4.421       | 473               | 2019  |
| KPMG Irland                       | 3.283       | 434               | 2020  |
| KPMG Luxemburg                    | 1.800       | 257               | 2021  |
| KPMG Schweden                     | 1.500       | 226               | 2019  |
| KPMG Mexiko                       | 1.180       | 186               | 2020  |
| KPMG Russland/GUS                 | 5.000       | 128               | 2020  |
| KPMG Portugal                     | 1.100       | 116               | 2018  |
| KPMG Dänemark                     | 713         | 111               | 2019  |
| KPMG Südafrika                    | 2.000       | 105               | 2019  |
| KPMG Polen                        | 1.200       | 40                | 2020  |
| KPMG Taiwan                       | 103         | 19                | 2020  |
| KPMG Pakistan                     | 1.100       | 10                | 2020  |
| KPMG China                        | 12.000      | N. N.             | 2020  |
| KPMG Indien                       | 5.462       | N. N.             | 2020  |
| KPMG Brasilien                    | 4.000       | N. N.             |       |
| KPMG Israel                       | 950         | N. N.             |       |
| KPMG Norwegen                     | 900         | N. N.             |       |
| KPMG Belgien                      | 800         | N. N.             |       |
| KPMG Neuseeland                   | 800         | N. N.             |       |
| KPMG Vereinigte Arabische Emirate | 750         | N. N.             |       |
| KPMG Türkei                       | 500         | N. N.             |       |
| KPMG Saudi-Arabien                | 450         | N. N.             |       |
| KPMG Bahrain                      | 300         | N. N.             |       |
| KPMG Jordanien                    | 90          | N. N.             |       |

Quelle für die o. g. Zahlen sind die jeweils letzten verfügbaren Jahresberichte (annual report) oder Transparenzberichte.

## Vorsitzende von KPMG International
- Reinhard Goerdeler (1987–1991)
- Jim Butler (1991–1993)
- Hans Havermann (1993–1995)
- Jon C. Madonna (1995–1996)
- Colin M. Sharman (1996–1999)
- Stephen G. Butler (1999–2002)
- Michael Rake (2002–2007)
- Timothy P. Flynn (2007–2011)
- Michael J. Andrew (2011–2014)
- John B. Veihmeyer (2014–2017)
- William B. Thomas (seit 2017)

## Kundschaft
In Deutschland betreut KPMG 12 DAX-Mandate und ist damit führend bei Banken und Industrie.
Eine Auswahl von Großkunden:
- Adidas AG
- Adobe Inc.
- BASF SE
- Borussia Dortmund
- Continental
- Deutsche Börse AG
- Merck
- Pfizer
- ProSiebenSat.1 Media
- SAP SE

KPMG prüft auch den Jahresabschluss der Wikimedia Foundation.

## Preise und Auszeichnungen
- KPMG USA wurde in das Ranking der „FORTUNE 100 Best Companies to Work For 2011“ aufgenommen.[20]

- KPMG International wurde 2011 im Universum’s Ranking „The World’s Most Attractive Employers“ (Die weltweit attraktivsten Arbeitgeber) erneut auf Platz 2 hinter Google gewählt und liegt damit wieder vor der Big-4-Konkurrenz.[21]

- KPMG International wurde 2010 im Universum’s Ranking „The World’s Most Attractive Employers“ (Die weltweit attraktivsten Arbeitgeber) auf Platz 2 hinter Google gewählt. Damit ist KPMG das bestplatzierte Wirtschaftsprüfungs- und Beratungsunternehmen. Für die Ermittlung des Rankings wurden rund 130.000 Studenten nach ihrem Wunscharbeitgeber befragt. Die Erhebung wurde an den führenden Universitäten der Staaten Brasilien, China, Deutschland, Frankreich, Indien, Italien, Japan, Kanada, Russland, Spanien sowie im Vereinigten Königreich Großbritannien und Nordirland und in den Vereinigten Staaten von Amerika durchgeführt.[22]

- KPMG Kanada erreichte im Jahr 2010 bereits zum achten Mal in Folge einen Platz unter „Canada’s Top 100 Employers“ (Kanadas 100 beste Arbeitgeber), ausgezeichnet durch die Mediacorp Canada Inc. und das Maclean’s newsmagazine. Ebenfalls im Jahr 2010 wurde das Unternehmen durch den Toronto Star, die auflagenstärkste kanadische Tageszeitung, in das Ranking „Greater Toronto’s Top Employers“ (Torontos beste Arbeitgeber) aufgenommen.[23]

- KPMG USA gehört zu den zehn besten Unternehmen, in denen Müttern gute Arbeitsbedingungen geboten werden, ausgezeichnet durch das Magazin Working Mother. KPMG USA ist außerdem im Ranking „100 Best Companies to Work For“ (Die 100 besten Arbeitgeber), das von Arbeitnehmern gewählt wird.[24]

- KPMG International ist 2010 Hong Kong Tax Firm of the Year, 2010 China Transfer Pricing Firm of the Year und 2010 Asia Private Equity Firm of the Year, ausgezeichnet durch das International Tax Review.[25] Dieselben Preise hatte das Unternehmen bereits im Jahr 2009 gewonnen.[25]

- KPMG International wurde 2010 nach deutschlandweiten Umfragen bei juristischen Berufsanfängern durch das Jura-Karrieremagazin Azur in den Kreis der 100 Top-Arbeitgeber für Juristen gewählt.[26]

- KPMG International steht auf Platz 5 des Rankings der Unternehmen mit den besten Fort- und Weiterbildungsprogrammen des Training Magazine.[27]

- KPMG International steht auf Platz 4 des Rankings „50 Best Places to Launch a Career“ (Die 50 besten Arbeitgeber zum Karrierestart) der BusinessWeek.[28]

- KPMG International wurde 2009 durch CollegeGrad.com zum bevorzugten Arbeitgeber unter den Big Four gewählt.[29]

- KPMG International wurde 2009 auf Platz 2 des Rankings „Best Places to Intern“ (Liste der Unternehmen mit den attraktivsten Praktiumsstellen) der Bloomberg BusinessWeek gewählt worden.[30]

- KPMG Deutschland wurde 2009 von Studenten zum beliebtesten Wirtschaftsprüfungs- und Beratungsunternehmen gekürt. Im Gesamtranking der Studie der trendence Marktforschung belegt das Unternehmen Platz 5 hinter Lufthansa, Audi, Porsche und BMW.

- KPMG Deutschland wurde 2012 zum dritten Mal als familienfreundliches Unternehmen ausgezeichnet und erhielt das Zertifikat „Beruf und Familie“. Der Preis wird durch die berufundfamilie gGmbH der Hertie-Stiftung vergeben. Gewürdigt werden damit die Anstrengungen des Unternehmens, durch vielfältige Programme und Einzelmaßnahmen den Mitarbeitern die Vereinbarkeit von Beruf und Familie zu erleichtern. So bietet KPMG beispielsweise unterschiedliche Arbeitszeitmodelle an, die den Bedürfnissen berufstätiger Eltern Rechnung tragen, und an einzelnen Standorten stehen Belegplätze in Kinderkrippen zur Verfügung.[31]

- KPMG UK wurde 2008 durch die Tageszeitung The Times zum besten Arbeitgeber gekürt. 2005, 2006 und 2007 hatte es in demselben Ranking stets Plätze unter den ersten drei belegt.[32]
- KPMG Schweiz gewann 2024 den Schweizer Microsoft Country Partner of the Year Award.[33]

## KPMG in der öffentlichen Wahrnehmung
Ebenso wie auch andere Wirtschaftsprüfungsgesellschaften geriet KPMG als Abschlussprüfer wiederholt in den Blickpunkt der Öffentlichkeit, wenn sich bei Unternehmen im Nachhinein Bilanzierungsfehler aufgrund von Manipulationen durch das Top-Management gezeigt haben. Vorwürfe, in Einzelfällen die Abschlussprüfung nicht ordnungsgemäß vorgenommen zu haben oder sogar in Manipulationen eingebunden zu sein, hat KPMG stets zurückgewiesen.

### Internationale Skandale
Anfang 2005 wurde der US-amerikanischen Gesellschaft KPMG LLP und einer Vielzahl hochrangiger Mitarbeiter die Beihilfe zur Steuerhinterziehung in Höhe von 2,5 Milliarden US-Dollar vorgeworfen. Die Klage wurde 2007 fallen gelassen, nachdem KPMG die Auflagen in einer Vereinbarung über die Aussetzung der Strafverfolgung erfüllt hatte; im Rahmen dieser Vereinbarung räumte KPMG betrügerisches Verhalten ein, und stimmte einer Zahlung von 456 Millionen US-Dollar zu.
Das Unternehmen erhielt 2005 den Negativpreis Public Eye Award.
Im Skandal um die Bilanzfälschungen bei der Banco Nacional in Brasilien wurde der verantwortliche Prüfer der KPMG, Marco Aurélio Diniz Maciel, 2007 schuldig gesprochen.
Im April 2013 gab der damals für die Abschlussprüfung am Standort Los Angeles zuständige Partner Scott London zu, Insider-Informationen an seinen Freund Bryan Shaw weitergegeben zu haben. Seit 2010 hatte er der Öffentlichkeit noch nicht bekannte Informationen über die KPMG-Kunden Herbalife, Skechers und weitere Unternehmen verraten. Er erhielt dafür im Gegenzug Bargeld und Sachgeschenke. London wurde daraufhin entlassen. KPMG musste in der Folge die Prüfungsmandate bei Herbalife und Skechers niederlegen. Shaw und London bekannten sich des Insiderhandels schuldig. Shaw hat nach Angaben der SEC mindestens 1,27 Mio. US-Dollar mit den Insider-Geschäften verdient.
2017 geriet KPMG Südafrika im Zuge des Skandals um die Gupta-Familie in die Krise. Es war bekannt geworden, dass KPMG bis 2016 Unternehmen der Gupta-Familie beraten hatte. 2013 hatte KPMG die illegale Finanzierung einer Hochzeitsfeier in der Gupta-Familie ermöglicht. Außerdem erweckte die Prüfung der Steuerbehörde South African Revenue Service (SARS) den Anschein, dass der damalige Finanzminister Pravin Gordhan von einer behördeninternen illegalen Spionageeinheit gewusst habe. In der Folge wurde Gordhan entlassen. Nach Bekanntwerden der Vorwürfe gegen KPMG kündigten zahlreiche Unternehmen, darunter Barclays Südafrika, sowie die Regierung ihre Verträge mit dem Unternehmen. Der Chief Executive von KPMG Südafrika und weitere Führungskräfte mussten ihr Amt aufgeben. Darüber hinaus war 2018 die VBS Mutual Bank unter Betrugsvorwürfen zusammengebrochen, obwohl KPMG ihr 2017 einen positiven Prüfungsbericht ausgestellt hatte.
Im Juli 2022 berichtete die FAZ, KPMG habe in Großbritannien die höchste Strafe seiner Firmengeschichte erhalten. Die Wirtschaftsprüfer müssten für absichtliche Irreführung der Aufsichtsbehörde im Zusammenhang mit dem Carillion-Fall und anderen zahlen. Vier frühere Mitarbeiter von KPMG bekämen ebenfalls Strafen und dürften nicht mehr als Wirtschaftsprüfer arbeiten.
Cihan Kuzkaya, ehemaliger forensischer Ermittler bei KPMG Deutschland, untersuchte mögliche Sanktionsverstöße eines belgischen Rüstungsunternehmens. Gegenüber dem ZDF erklärte er im Juli 2023, seine Ermittlungen zu Geschäftsbeziehungen nach Russland seien ohne Konsequenzen geblieben und Hinweise ignoriert worden. Er kündigte lt. ZDF seinen Job bei KPMG und gab bei der US-Börsenaufsicht SEC im Oktober 2022 eine Whistleblower-Meldung ab.

### Satire
In seinem Programm gesternheutemorgen aus dem Jahre 2017 übersetzte der Kabarettist Urban Priol KPMG mit Kinder Prüfen Mein Geschäft. Im Internet kursieren – unter Anspielung auf die Geschäftspraktiken von KPMG – weitere Wortspiele, so zum Beispiel Kommen Prüfen Meckern Gehen und  keiner prüft mehr gescheit.